# Розеола
Розеола (лат. roseola) — вариант первичного бесполостного элемента сыпи — пятна,  бледно-розового или красного цвета, размером до 5 мм, неправильной или округлой формы. Края чёткие или размытые, над уровнем кожи не выступает, исчезает при надавливании и растяжении кожи. Розеола встречается при многих инфекционных заболеваниях, в частности типична для брюшного тифа. Отличительным признаком
розеолы является то, что она при растягивании кожи или надавливании стеклом полностью исчезает, после прекращения растягивания или давления проявляется вновь.  